# Rock Me (canción de Riva)
«Rock Me» (en español: "Rockéame") es una canción interpretada por la banda croata Riva que ganó el Festival de la Canción de Eurovisión 1989 representando a Yugoslavia. 
En el festival celebrado en Lausana, fue la canción interpretada en último lugar, en lengua serbocroata. Al final de la votación había recibido 137 puntos, siendo declarada ganadora. Fue la primera y única ganadora yugoslava, dos años antes de que comenzase el proceso de desintegración del país.
Se trata de una canción rítmica en cuya letra, la cantante Emilija Kokić le pide a un pianista de música clásica que le toque algo bailable.